# Joan Domingo i Llaberia
Joan Domingo i Llaberia (Les Borges del Camp segle xix - Tarragona, segle XX) va ser un català que va fer la volta al món a peu.
Segons explica la premsa de l'època, Joan Domingo va sortir de Londres el 3 de juny de 1900. Participava en un concurs que havia organitzat el baró de Rothschild que es deia "Globe Trotter" dotat amb un premi de 800.000 francs (150.000 segons altres versions), si es realitzava una volta al món completa a peu sota certes condicions. Va sortir amb dos companys més amb els quals es disputava el premi, un anglès, Jules Germes, i un francès, Jacques Vimbinno, que durant el viatge van morir. Algunes informacions diuen que l'anglès va morir enverinat al Senegal i el francès a Los Angeles d'un problema cerebral. Altres diuen que l'anglès va morir a Califòrnia i el francès a Guatemala.
Durant el seu viatge va passar molts contratemps i aventures. Domingo, va sortir de Les Borges del Camp i va recórrer tot Europa i gran part d'Àfrica, Àsia i el nord, el centre i el sud d'Amèrica fins a completar l'itinerari que sembla que havia d'acabar a Irun. Quan era a Xile va ser testimoni de l'assassinat del ministre alemany Wilhelm Becker, i més endavant el tràgic final de l'expresident de l'Equador Eloy Alfaro. Va portar en uns quaderns una descripció detallada del que anava veient i els llocs per on passava, i on també recollia escrits de personatges coneguts, escriptors, poetes i polítics. Pensava publicar el contingut d'aquests quaderns per l'interès humà que podien aportar. Joan Domingo parlava diversos idiomes, i en alguns països per on passava organitzava conferències i xerrades sobre el seu viatge. Es desconeix el detall del seu itinerari i també quan va posar fi a l'expedició. El 1913 ja s'havia donat per acabat el seu viatge, i una nota de Les Circumstàncies, periòdic reusenc, diu, el novembre de 1912, que Joan Domingo i Llaberia era estudiant a l'Havana, i que ja havia guanyat el premi donat pel baró de Rotschild per haver donat la volta al món. Un diari, El Baluart de Sitges, diu que el 6 de març de 1915 va passar pel Casino de la ciutat Joan Domingo Llaveria, "que desde l'any 1900 volta a peu per les quatre parts del globo […] i es dirigeix a Madrid, terme del seu viatge". Va tenir dificultats per cobrar el premi, a falta d'algunes certificacions, i hi ha qui diu que no el va cobrar. Va morir cap als anys vint del segle xx, i malauradament els quaderns que descrivien el seu viatge es van perdre.